# Сибілле Шенрок
Сибілле Шенрок  (нім. Sybille Schönrock, 28 липня 1964) — німецька плавчиня, олімпійська медалістка.

## Виступи на Олімпіадах
| Олімпіада   | Дисципліна                        | Місце |
| ----------- | --------------------------------- | ----- |
| Москва 1980 | плавання на 200 метрів, батерфляй | 2     |